# 和田浩己
和田 浩己（わだ ひろみ）は、日本の実業家。神奈川県出身。ベアリング投信投資顧問（現・ベアリングス・ジャパン）株式会社元代表取締役社長。

## 人物・経歴
神奈川県出身。1986年、上智大学外国語学部卒業。大学卒業後は、株式会社日本興業銀行（現・株式会社みずほ銀行）に入行。2012年、米国・ボストン発祥の資産運用会社であるパイオニア・グローバル・インベストメント・リミテッド在日代表に就任。2014年、英国・ロンドン発祥で世界有数の資産運用会社であるベアリング投信投資顧問（現・ベアリングス・ジャパン）株式会社の代表取締役社長に就任。